# Isamu Akasaki
Isamu Akasaki (japanska: 赤崎 勇 Akasaki Isamu), född 30 januari 1929 i Chiran i Kagoshima prefektur, död 1 april 2021 i Nagoya, var en japansk ingenjör, forskare och nobelpristagare, känd som uppfinnaren av den ljusstarka blåa galliumnitridbaserade PN-övergång-lysdioden 1989 och vidareutvecklingar av den. Akasaki tilldelades 2014 års Nobelpris i fysik tillsammans med Hiroshi Amano och Shuji Nakamura, "för uppfinningen av effektiva blå lysdioder vilka möjliggjort ljusstarka och energisnåla vita ljuskällor". Han har tidigare även mottagit Kyoto Prize in Advanced Technology 2009 och IEEE:s Edison-medalj.

## Biografi
Akasaki föddes i Kagoshimaprefekturen i södra Japan 1929. Han tog universitetsexamen från Kyotos universitet 1952, och doktorerade för en teknologie doktorsgrad i elektronik vid Nagoyas universitet 1964. Han arbetade redan under det sena 1960-talet med galliumnitridbaserade blå lysdioder (LED), och hans grupp lyckades slutligen framställa kommersiellt användbara ljusstarka blå lysdioder under 1990-talet.
Akasaki var professor vid Meijouniversitetet i Nagoya och vid Nagoyas universitet.